# 佐佐木莉佳子
佐佐木莉佳子（日语：佐々木莉佳子，2001年5月28日—）日本宮城縣氣仙沼市出身的歌手。早安家族所屬團體ANGERME（前稱S/mileage）的成員。血型為A型，身高為166公分，代表色為黃色。

## 個人簡歷
- 為2011年3月11日2011年日本東北地方太平洋近海地震（2011年日本東北地方太平洋近海地震）受災戶之一，也曾因為海嘯影響被迫從家中撤離，而佐佐木因為此事太過於震驚而變得抑鬱。她的父親聽聞名為『SCK45（後改名SCK GIRLS）』的當地偶像團體將在氣仙沼市展開活動，於是默默地替她報名了成員徵選，同年作為該團體的中心成員進行活動。
- 2012年夏天，參加早安少女組。追加成員徵選而落選。此時，卻被以“氣仙沼當地偶像”的名義，被部份知名節目報導為AKB48當時成員前田敦子及大島優子的綜合體。
- 2013年3月1日，正式加入Hello! Pro研修生，同年4月開始與母親及姊姊一同在東京生活。
- 2014年，在時尚雜誌『ピチレモン』所舉辦的「第22回ピチモオーディション」中，被選為其專屬模特兒。同年10月4被選為S/mileage (後改名為ANGERME)第三期新成員。由於擔任專屬模特兒的「ピチレモン」現已休刊，移藉至2016年3月號的Seventeen (雜誌)，續任其專屬模特兒。
- 2018年1月30日，為了支持東北樂天金鷲的女性粉絲，與同樣是宮城縣出身的早安少女組。成員石田亞佑美一同擔任其形象大使。
- 2024年6月19日，從ANGERME畢業。

## 人物、特徵
- 為日菲混血，爸爸是日本人、媽媽是菲律賓人。
- 爸爸在故鄉氣仙沼市經營水產養殖加工，家族成員還有哥哥及姊姊。
- 非常喜歡使用肥皂，不只是在洗澡時使用，還會將其帶在身邊，特別喜歡有牛奶香味的。
- 特技是會單手打蛋，還有因為打了5年的排球而非常擅長跳躍。
- 憧憬的早安家族前輩為早安少女組。的十期成員工藤遙及五期成員高橋愛。除了早安家族以外，喜歡的偶像團體為虎魚組。
- 最喜歡的歌曲是S/mileage時期的「私、ちょいとカワイイ裏番長」。

## 作品

### 電視
- 〜おねだりエンタメ!〜はぴ★ぷれ（2013年10月5日 - 2014年9月27日、BS日テレ）

### 舞台
- 僕たち可憐な少年合唱団（2014年3月14日 - 23日、池袋シアターグリーン BOX in BOX THEATER）
- 演劇女子部 ミュージカル「LILIUM-リリウム 少女純潔歌劇-」（2014年6月5日 - 15日、池袋サンシャイン劇場、2014年6月20日・21日、森ノ宮ピロティホール） - ミモザ 役

### EVENT
- さわやか五郎 35thバースデーイベント 〜悪あガキ〜（2017年9月11日、TOKYO FM HALL） - MC

## 書籍

### 寫真集
- RIKAKO（2015年7月20日、ワニブックス）

### 雜誌
- ピチレモン（2014年5月31日 - 2015年10月31日、学研パブリッシング） - 専属モデル
- Seventeen (雜誌)（2016年2月1日 - 、集英社）- 専属モデル

### 電子書
- 【私服グラビア】佐々木莉佳子（アンジュルム）Daily LoGiRL 469（2016年4月30日、LoGiRL、撮影：石垣星児

## 外部連結
- アンジュルム新メンバー官方部落格（页面存档备份，存于）
- 佐佐木莉佳子成員介紹頁（页面存档备份，存于）